# 天津村 (大分県)
天津村（あまつむら）は、かつて大分県宇佐郡にあった村。

## 地理
北側は周防灘に面する。

## 沿革
- 1889年（明治22年）4月1日 - 町村制施行に伴い宇佐郡下敷田村、上庄村、下庄村、宮熊村、上敷田村、中敷田村、富山村、南敷田村が合併し、天津村が成立。
- 1954年（昭和29年）3月31日 - 宇佐郡四日市町、長峰村、横山村、麻生村、糸口村、高家村、八幡村と合併し、四日市町を新設して消滅。

## 出身・ゆかりのある人物
- 双葉山定次 - 大相撲第35代横綱